# Władysław Wróblewski (1927–1996)
Władysław Wróblewski (ur. 1 stycznia 1927 w Sokołowie, zm. 9 czerwca 1996) – polski blacharz, poseł na Sejm PRL V kadencji.

## Życiorys
Uzyskał wykształcenie podstawowe, z zawodu blacharz. Był przewodniczącym Rady Zakładowej w Zakładach Naprawczych Taboru Kolejowego w Stargardzie Szczecińskim. W 1969 uzyskał mandat posła na Sejm PRL z ramienia Polskiej Zjednoczonej Partii Robotniczej w okręgu Stargard Szczeciński. Zasiadał w Komisji Komunikacji i Łączności oraz w Komisji Spraw Wewnętrznych. Odznaczony Srebrnym Krzyżem Zasługi.
Został pochowany na cmentarzu komunalnym w Stargardzie.